# DOCTOR HEAD'S WORLD TOWER -ヘッド博士の世界塔-
『DOCTOR HEAD'S WORLD TOWER -ヘッド博士の世界塔-』（ドクター・ヘッズ・ワールド・タワー ヘッドはかせのせかいとう）は1991年7月10日に発売されたフリッパーズ・ギター通算3作目にして最後のスタジオ・アルバム(CD:PSCR-1024)。

## 解説
プライマル・スクリームやストーン・ローゼズ、マイ・ブラッディ・ヴァレンタインなどの同時代のUKサウンドを意識した音作り、暗号的かつ退廃的な歌詞、ほぼ全曲にサンプリングが多く用いられていることなど、前2作とは変わった試みを行っている。皆がドレスアップした格好の良さを追求していた空前のバンドブームの中で、気取らない気怠さを表現した、非常に異質と言える作品であった。アルバムのタイトルはモンキーズが出演した映画『HEAD』に由来するという。本アルバムの発売後に行われた全国ツアーの最中にフリッパーズ・ギターは突如解散した。制作当時の最新の洋楽の流行を反映させて作られたこの作品は、後のJ-POPの流れを大きく変える切っ掛けとなった。
初回限定盤には、虫眼鏡2個を利用した、「飛び出すフリッパーズ」が封入されている（「世界塔よ永遠に」には曲中でそれについても触れられている）。
フリッパーズ・ギターの前2作は、再発およびデジタル配信がなされているが、本作のみ再発・配信がされていない。一説には、本作のサンプリングが無許可で行われていることによる、権利関係の処理が困難なことが原因とされている（ただし、「星の彼方へ」と「グルーヴ・チューブ」のシングル盤は配信されている）。

## 収録曲
全作詞・作曲：Double K.O. Corp.（実際の作詞は、全曲 小沢健二。作曲は、全曲二人の共作。）
1. DOLPHIN SONG/ドルフィン・ソング 5:16
シングル「星の彼方へ」カップリング曲。デジタル配信では、カップリングの本曲は削除されている。
イントロでビーチ・ボーイズの「神のみぞ知る」、ほかバッファロー・スプリングフィールドの「折れた矢」がサンプリングされている。
2. GROOVE TUBE/グルーヴ・チューブ 5:36
5thシングル。マツダ・ファミリアCM曲。カヴァーもされた後期の代表曲。
3. AQUAMARINE/アクアマリン 6:19
4. GOING ZERO/ゴーイング・ゼロ 5:53
5. (SPEND BUBBLE HOUR IN YOUR) SLEEP MACHINE/スリープ・マシーン 5:20
6. WINNIE-THE-POOH MUGCUP COLLECTION/ウィニー・ザ・プー・マグカップ・コレクション 4:41
7. THE QUIZMASTER/奈落のクイズマスター 7:36
8. BLUE SHININ' QUICK STAR/星の彼方へ 5:32
6thシングル。'91～'92ミズノ・スキーウェア カラーケルヴィンサーモCM曲。
9. THE WORLD TOWER/世界塔よ永遠に 10:34
1と同じ曲が逆回転でサンプリングされている。

## クレジット
- All SONGS AND PRODUCTION BY DOUBLE K.O. CORP.
- PERFORMED BY FLIPPER'S GUITAR; KEIGO OYAMADA (vo,g) and KENJI OZAWA (g,vo)
- MIXING ENGINEER : ZIN YOSHIDA
- Thanks to the musicians involved in the recording; Mecken (b-2,7), Mishio Ogawa (vo-2), Bakabon Suzuki (b-1,5,6,8), Yuji Okiyama (b-4,9), Hirofumi Asamoto (organ-4, rhodes piano-1), Daisaku Kume (p-2), Yasumi maeda and Rie Inoue (vo.-7,9) and Hitomi Takenaka (vo.-3,6)
- recorded by Tohru Takayama
- produced by Double Knockout Corporation, Zin Yoshida and Kenichi Makimura
- [production staff]
- sound recording director: Ichiro Oka
- associate recording engineers: Hiroki Miyahara, Shogo Takeda, Shinichi Ishizuka, Yoshiki Fukushima, Masao Saotome, Yoshinori Kaji, Yoshinori Sakuma, Hiroshi Uemura, Tetsuya Ishikawa, Hajime Nagai
- recorded, mixed and mastered at Music Inn, Victor Studio, Tokyufun, Studio A, Bay Bridge Studio, Kim Studio, Zero Studio, Studio Z'd
- art director: Mitsuo Shindo
- associates & set makers: Satoshi Nakamura & Kohichi Fujikawa for Comtemporary Production
- director of photography: Kenji Miura
- associates: Masashi Maruyama & Masashi Nomura for Lightsome
- set decorations & costumes: Ayumi Shino
- associate: Yukiko Takeuchi
- hair styling & make-up: Akemi Nakano
- associate: Mika Kanzaki
- photo-duplication: Kiyonori Okuyama
- supervisor of stereo photography: Hiroji Tanaka
- co-ordinator of special package: Makoto Kasaki
- thanks to Yasuyuki Yamaguchi, Masanori Matsuoka, Osamu Takahashi & shooting crew for video clips / Yohko Shindo, Akiko Endo for sleeve production / Takuro Kawanabe, Ryuji Nakazawa for booking co-ordination / many others staff of the recording company Kentaro Hattori, V.J.K.Sakuragi, Yuki Morishita, Kohei Shibata
- executive producer: Ken Hosokawa
- Mishio Ogawa by the courtesy of Epic/Sony Records
- Yuji Okiyama by the courtesy of PONY CANYON INC.
- Hitomi Takenaka by the courtesy of ZaZa / ALFA RECORDS,INC.
- [management]
- T.K.O.corporation: Kenichi Okeda & Mami Kawaguchi